# کالج اروپا
کالج اروپا (به لاتین: College of Europe) یک دانشگاه و بنیاد در بلژیک است که در بروخه واقع شده‌است.